# Интимные места
«Инти́мные места́» — российский кинофильм 2013 года режиссёров-дебютантов Натальи Меркуловой и Алексея Чупова.
Фильм принял участие в конкурсной программе XXIV кинофестиваля «Кинотавр» и был удостоен нескольких призов, в том числе приза «За лучший дебют». Программный директор фестиваля Ситора Алиева отмечает смелость и отчаянную попытку молодых режиссёров сделать настоящее провокационное кино. Фильм рассказывает о жителях большого города, которые по-разному трактуют собственную свободу и отношения с противоположным полом.

## Сюжет
В фильме показаны истории нескольких людей, живущих в современной Москве и страдающих закомплексованностью и сексуальной неудовлетворенностью. Судьбы героев фильма — снимающего гениталии модного фотохудожника, бездетных супругов, увлёкшихся молодым циркачом, сотрудницы комитета по нравственности, обсуждающей законопроект о запрете эротики, вырезающей сомнительные куски из киношедевров, но постоянно думающей о сексе, психоаналитика и ещё нескольких персонажей — почти не пересекаются. Некоторые герои обращаются за помощью к психоаналитику, кто-то пытается самостоятельно разобраться со своими проблемами.

## Актёры
- Юрий Колокольников — Иван
- Юлия Ауг — Людмила Петровна
- Олеся Судзиловская — Светлана
- Екатерина Щеглова — Ева
- Алексей Чупов — Сергей
- Тимур Бадалбейли — Борис, психотерапевт
- Никита Тарасов — Алексей
- Динара Янковская — Саяна
- Павел Артемьев — маг
- Ксения Каталымова — Ольга
- Павел Юлку — шофёр Людмилы Петровны

## Съёмочная группа
- Режиссёры-постановщики — Наталья Меркулова, Алексей Чупов
- Авторы сценария — Наталья Меркулова, Алексей Чупов
- Оператор-постановщик — Март Таниэль
- Художник-постановщик — Ася Давыдова
- Композитор — Алексей Зеленский
- Художник по костюмам — Яна Павлидис
- Художник по гриму — Снежана Рафикова
- Звукорежиссёр — Саулюс Урбанавичюс
- Режиссёр монтажа — Руфат Гасанов
- Продюсеры — Бакур Бакурадзе, Юлия Мишкинене, Александр Плотников, Заур Болотаев

## Награды и номинации
- 2013
  - XXIV Открытый Российский кинофестиваль «Кинотавр» в Сочи[2][3]:
    - Приз «За лучший дебют» — Наташе Меркуловой, Алексею Чупову
    - Приз «За лучшую женскую роль» — Юлии Ауг
    - Диплом Гильдии киноведов и кинокритиков

  - 17 МКФ «Тёмные ночи», Таллинн — Специальный приз за самый оригинальный сценарий[4]
  - Премия «Белый слон» Гильдии киноведов и кинокритиков России за лучшую женскую роль второго плана — Юлии Ауг[5]
- 2014
  - Номинации на премию «Ника»:
    - за лучшую женскую роль — Юлия Ауг
    - за лучшую женскую роль второго плана — Олеся Судзиловская
    - Открытие года — Наталья Меркулова, Алексей Чупов